# Kreisdekanat Rheinisch-Bergischer Kreis

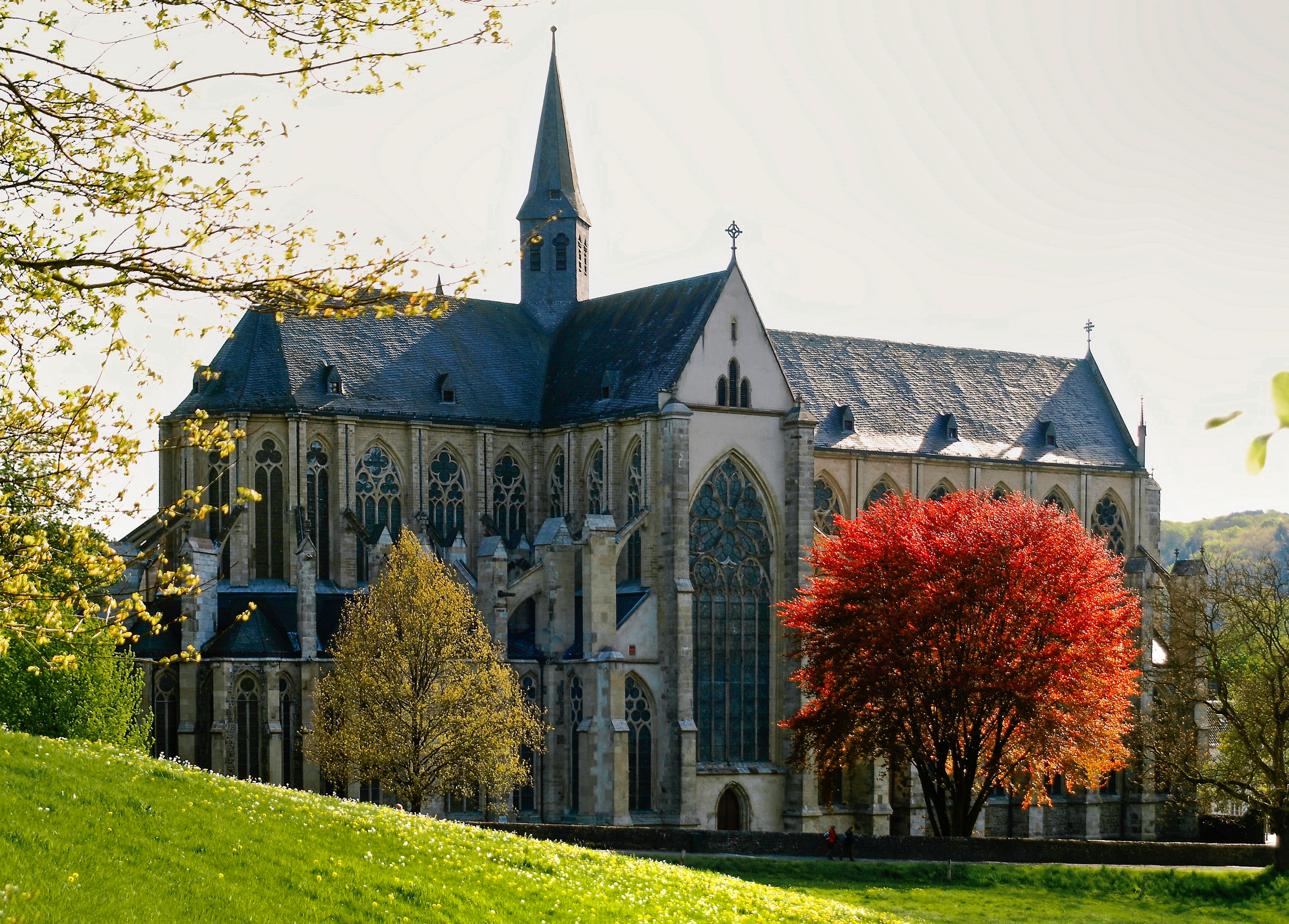
Der Altenberger Dom ist der historisch bedeutsamste Ort im Kreisdekanat.

Das Kreisdekanat Rheinisch-Bergischer Kreis ist eines von fünfzehn Stadt- und Kreisdekanaten im Erzbistum Köln und hat 89.100 Mitglieder – zirka 31 % der Gesamtbevölkerung (Stand 31. Dezember 2023).
Es ist deckungsgleich mit der politischen Einheit Rheinisch-Bergischer Kreis. Das Kreisdekanat mit Sitz in Bergisch Gladbach vereinigt die ehemaligen Dekanate Altenberg, Bergisch Gladbach und Overath, die im Zuge der Neuordnung der Dekanate im Erzbistum Köln zum 1. Januar 2017 aufgelöst wurden. Die Aufgaben der Dekanate gingen auf das Kreisdekanat über.

## Bedeutende Kirchen und Wallfahrtsorte
- Pfarrkirche St. Laurentius, Bergisch Gladbach
- Pfarrkirche Herz Jesu, Bergisch Gladbach-Schildgen
- Pfarr- und Wallfahrtskirche Zur schmerzhaften Mutter, Kürten-Biesfeld
- Pfarrkirche St. Pankratius, Odenthal
- Altenberger Dom, Odenthal-Altenberg
- Pfarr- und Wallfahrtskirche St. Mariä Heimsuchung, Overath-Marialinden

## Einrichtungen
Auf der Ebene des Kreisdekanates sind das Katholische Bildungswerk im Rheinisch-Bergischen Kreis (Träger: Bildungswerk der Erzdiözese Köln) und der Caritasverband für den Rheinisch-Bergischen Kreis e.V. tätig. Die Katholische Jugendagentur Leverkusen, Rhein-Berg, Oberberg gGmbH hat ihren Sitz in Bergisch Gladbach und ist über den Rheinisch-Bergischen Kreis hinaus auch in Leverkusen und im Oberbergischen Kreis tätig.
Das Erzbistum Köln unterhält im Kreisgebiet die Jugendbildungsstätte Haus Altenberg in Odenthal-Altenberg und das Kardinal-Schulte-Haus in Bergisch Gladbach-Bensberg, das auch Sitz der Thomas-Morus-Akademie ist.

## Ökumene
Die Ökumene im Rheinisch-Bergischen Kreis hat eine lange Tradition. Der Altenberger Dom ist seit dem 19. Jahrhundert Simultankirche, d. h. gleichzeitig Pfarrkirche einer katholischen und einer evangelischen Kirchengemeinde. In der Gegenwart besteht eine überkonfessionelle regionale Vernetzung. Die Vollversammlung des Ökumeneausschusses im Rheinisch-Bergischen Kreis vereinigt Delegierte aus den Gemeinden des Rheinisch-Bergischen Kreises; Mitglieder sind der katholische Kreisdechant des Rheinisch-Bergischen Kreises, die Superintendentin des Evangelischen Kirchenkreises Köln-Rechtsrheinisch, Vertreter des Kreiskatholikenrats und des Evangelischen Kreissynodalvorstands sowie die Ökumenebeauftragten des Kreisdekanats und des Kirchenkreises. Hinzu kommen Vertreter der Freikirchen sowie der evangelische und der katholische Pfarrer am Altenberger Dom. Von überregionaler Bedeutung ist das jährliche „Altenberger Forum Kirche und Politik“.

## Kreisdechanten
- 1974–1980 Leo Meiß
- 1980–1997 Hans Hausdörfer
- 1997–2009 Klaus Anders
- seit 2009 Norbert Hörter

## Weblink
- Offizielle Website